# Sielec (powiat grójecki)
Sielec – wieś sołecka w Polsce położona w województwie mazowieckim, w powiecie grójeckim, w gminie Goszczyn.
| SIMC    | Nazwa   | Rodzaj     |
| ------- | ------- | ---------- |
| 0620530 | Tąkiele | przysiółek |

W latach 1975–1998 miejscowość należała administracyjnie do województwa radomskiego.
Znajduje się tutaj dwór z drugiej połowy XIX wieku.
Przez miejscowość przepływa rzeczka Dylówka, lewobrzeżny dopływ Pilicy.